# Mohammad-Ali Djamalzadeh
Mohammad-Ali Djamalzadeh (en persan : محمدعلی جمال‌زاده / Moḥammad-ʿAli Jamâl-Zâde), né le 13 janvier 1892 à Ispahan en Perse et décédé le 8 novembre 1997 en Suisse, vécut notamment en Suisse (pays où se réfugia quelque temps le pamphlétaire et journaliste iranien Ali Akbar Dehkhoda dans les années 1900), à Lausanne et à Genève. Devenu citoyen d'honneur de Genève, Jamalzadeh y mourut plus que centenaire en 1997.

## Biographie

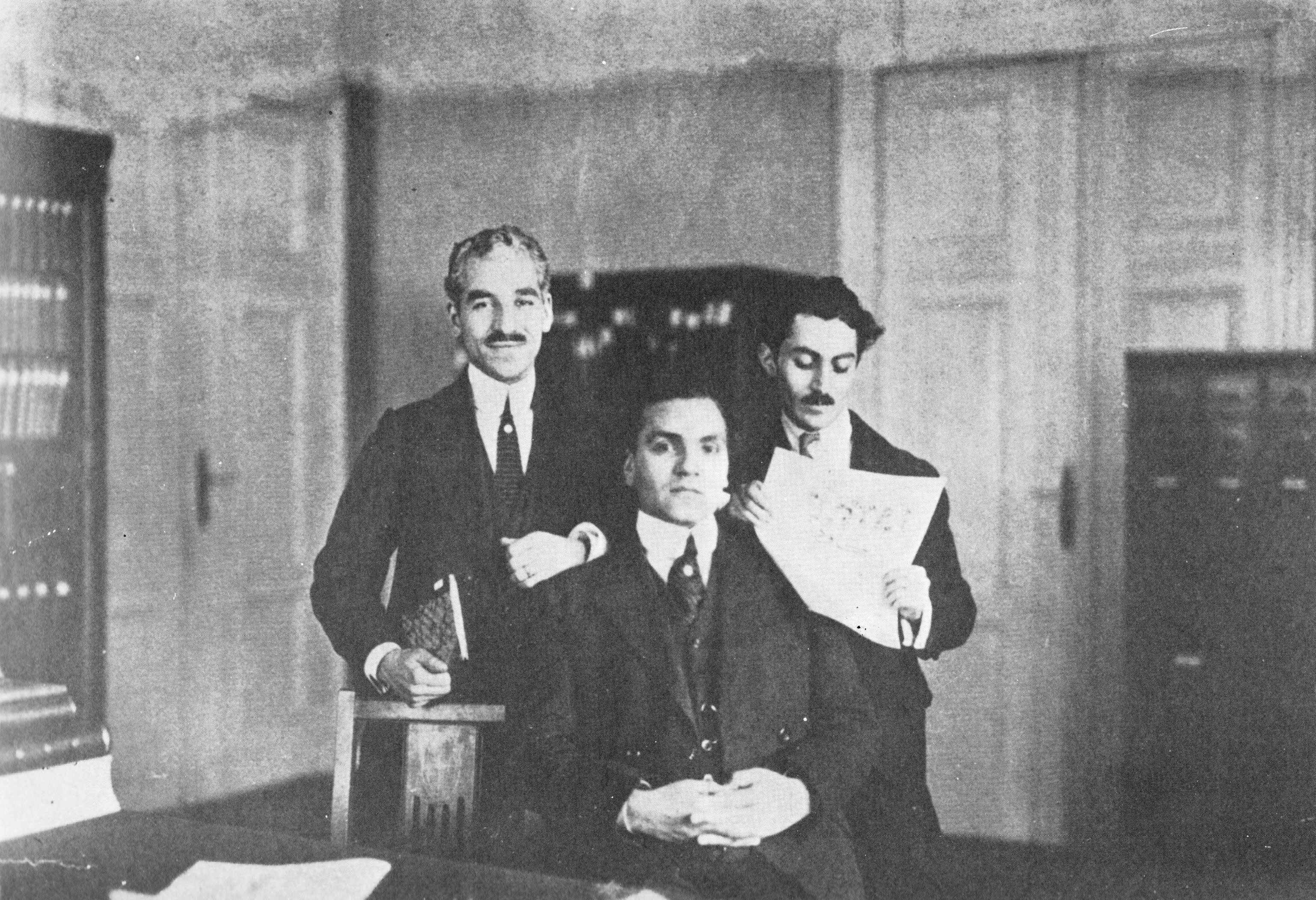
De gauche à droite: Reza Tarbiat, Hassan Taghizadeh et Mohammad-Ali Djamalzadeh en 1917 à la rédaction de Kaveh à Berlin

Seyyed Mohammad-Ali Djamalzadeh, le fondateur du genre de la nouvelle dans la littérature de langue persane en Iran, est né à Ispahan  dans une famille de la classe moyenne. La date de sa naissance est incertaine, car il n'y avait ni état-civil, ni noms de famille à l'époque dans le pays; elle a été mentionnée entre 1892 à 1896 et même lui-même n’était  pas certain à ce sujet. Dans la plupart des références, l’année 1895 est supposée comme sa date de naissance.
Le père de Djamalzadeh, Seyyed Djamal ad-Din Esfahani, était un mollah progressiste et prêcheur qui devint révolutionnaire constitutionnel, faisant des sermons enragés qui ont inspiré son fils mais qui lui ont coûté la vie; il est en effet exécuté en 1908 sur ordre du chah Mohammad-Ali Qadjar, qui le considérait comme l'un de ses ennemis les plus dangereux.
Le jeune Djamalzadeh a vécu en Iran jusqu’à ses douze ou treize ans. Par la suite, il s’installe au Liban avec son père, où il complète ses études, d’abord à l’école catholique d'Aintoura (1908) près de Beyrouth, puis en France (1910), et en Suisse ou il étudie le droit à l'université de Lausanne et plus tard à  l'université de Dijon, en France.
Après la mort de son père, la vie de Djamalzadeh est bouleversée, mais grâce au soutien de beaucoup de ses amis et à son petit gagne-pain d’enseignant occasionnel, il survit à la misère. Il rejoint encore jeune à l'époque de la Première Guerre mondiale  un groupe d'Iraniens nationalistes à Berlin et, en 1915, il publie le journal Rastakhiz (la Résurrection) pour ce groupe à Bagdad. En même temps, il écrit aussi pour le périodique Kāveh (1916).
En 1917, il publie son premier livre Gandj-e shaye-gan (Trésor mérité) qui est une vue d’ensemble de l’Iran au tournant du siècle. Gandj-e Shaye-gan traite des problèmes socio-économiques de l’Iran et fait un pont entre la littérature et la science. La même année, il représente le nationalisme de Perse au Congrès mondial des socialistes de Stockholm.Dans les années qui suivent, jusqu’en 1931 où il trouve enfin une situation stable à Genève  à l’Organisation internationale du travail, il occupe des emplois temporaires, comme un poste à l’ambassade iranienne à Berlin.
Durant toutes ces années, Djamalzadeh a très peu de contact avec l’Iran. Mais il n’a pas cessé pour autant d’apprendre le persan par lui-même. Basé sur ses expériences de jeunesse, il écrit au sujet de la vie de ses contemporains iraniens. Il est attentif à un usage particulier de la langue persane, incluant des répétitions, la multiplication d'adjectifs, et l'emploi du langage populaire dans certaines phrases, rappelant ainsi à ses lecteurs quelle est véritablement l’arrière pensée de l'écrivain dans une intention sincère de mieux décrire la réalité. Pourtant la distance physique de l'écrivain par rapport aux événements décrits dans ses récits en compromet  parfois la justesse.
Commencer une histoire par Yeki boud yeki naboud (littéralement « Un qui était, et un qui n'était pas… », équivalent français : « Il était une fois ») prépare les auditeurs (surtout la jeunesse) ou les lecteurs à accepter que ce qu’ils entendent ou ce qu’ils lisent, n’est pas nécessairement vrai. Beaucoup de gens peuvent être d’accord avec l’auteur des notes en bas de page, qu’entendre les mots Yeki boud yeki naboud crée tout de suite un sentiment d’intimité et de rapprochement chaleureux chez les enfants; ce sentiment est évoqué souvent chez les jeunes gens aussi. Le public, spécialement le clergé, a détesté la description faite par Djamalzadeh de son pays à tel point que des exemplaires du livre sont brûlés sur certaines places publiques. Yeki boud yeki naboud, qui est une série de six histoires, relate les conditions sociales et économiques en Iran au tournant du siècle, sujet qui était jusqu’alors hors de portée des auteurs et poètes en général. De plus, le livre milite contre l’interférence occidentale en Iran et se moque ouvertement du fanatisme religieux.
Le style simple et le langage familier de Djamalzadeh, combinés à un humour mesuré, accentuent l’impact de son écriture, et attisent l’aspect poignant de ses histoires, comme Yeki boud yeki naboud et Farsi shekar ast (Le Persan est du sucre) plus qu’on ne pourrait imaginer.
La réaction hostile du public a affecté Djamalzadeh à tel point que pendant les vingt années qui suivent, il s’abstient de s’engager dans une quelconque activité littéraire. Il recommence à écrire dans les années 1940, mais avec le temps il avait perdu sa dextérité en partie inconsciente, sa nouveauté de forme, son originalité des idées, son sens mordant de l’humour, et la structure ferme de ses histoires du passé. Tautologie, tendance à sagement utiliser des remarques, faire des spéculations philosophiques et mystiques, et indifférence pour les ordres sont devenus la marque de ses écrits postérieurs. Sahra-ye Mahshar (Armageddon) (1947), Talkh-o Shirin (Amer et sucré) (1955), Kohne va Now (Vieux et nouveau) (1959), Qair az Khoda hitchkas naboud (Nul n’existait à part Dieu) (1961), Asman-o Risman (Le firmament et la corde) (1965), Qesse-ha-ye koutah bara-ye batchcheha-ye rish-dar (De courtes histoires pour les enfants barbus [i.e. pour Adultes]) (1974), et  Qesse-ye ma be akhar rasid (Ainsi se termine notre histoire) (1979) étaient écrites dans cette phase littéraire. Bien que Djamalzadeh ait continué à critiquer la cour royale et le clergé, certains de ses écrits de cette période manquent d'originalité.

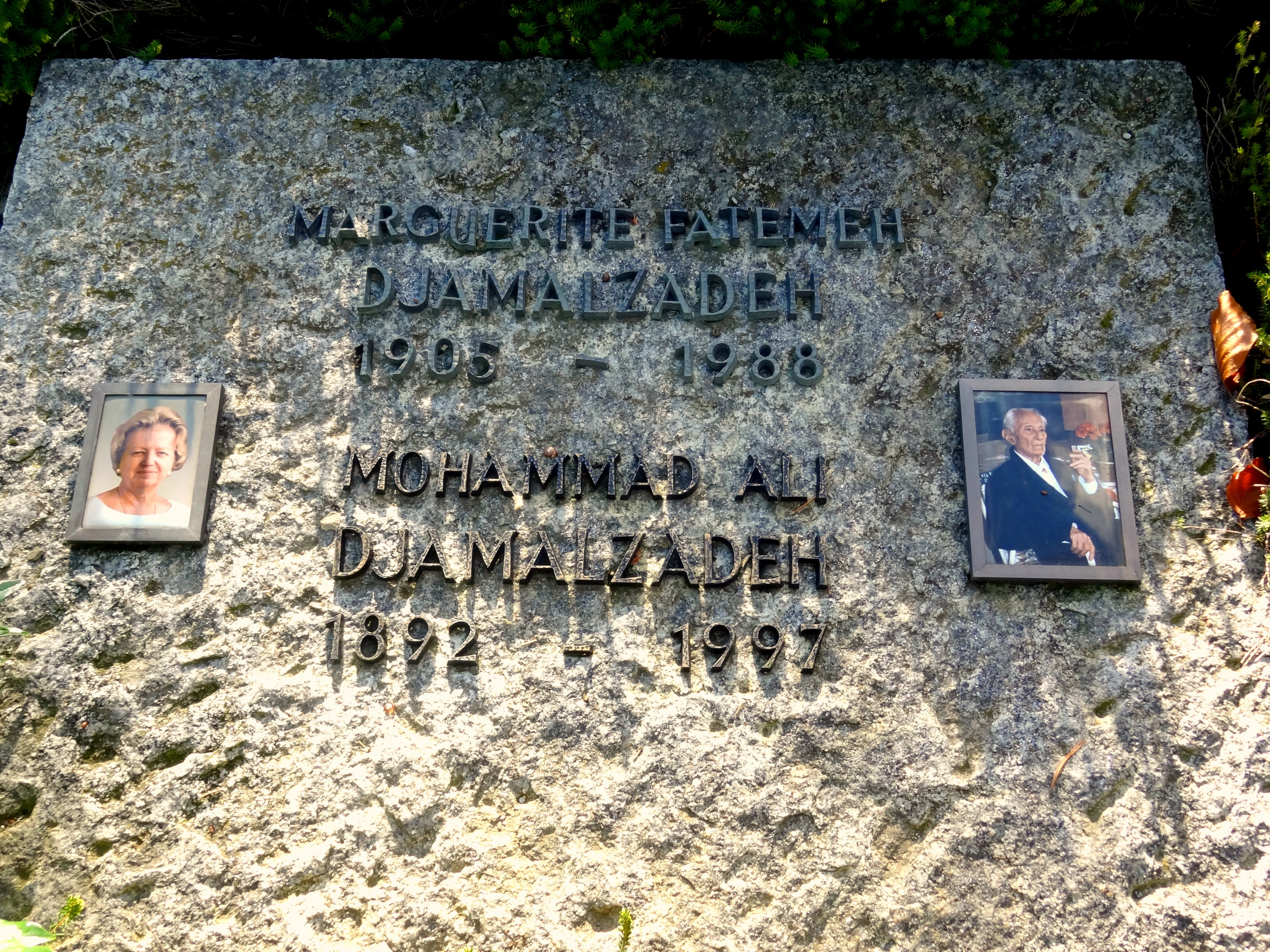
Tombe de Djamalzadeh

À part le persan, Djamalzadeh maîtrisait le français, l’allemand, et l’arabe. Il a traduit beaucoup de livres de ces langues en persan. Djamalzadeh est mort à l’âge de 105 à Genève, en Suisse. Il s'était marié en 1914 en premières noces avec une Suissesse, Joséphine, et avait épousé Marguerite (Fatemeh) Eggert en secondes noces en 1931, qui est enterrée avec lui au cimetière du Petit-Saconnex de Genève.
La littérature iranienne du XXe siècle compte quelques écrivains célèbres, parmi lesquels Sadegh Hedayat (1903 - 1951), Houshang Golshiri et Mohammad-Ali Djamalzadeh.

## Œuvres
- Choix de Nouvelles. Traduit par Stella Corbin et Hassan Lofti, Collection Unesco d'auteurs contemporains, Société d'Édition Les Belles Lettres, Paris, 1959

### Romans et nouvelles
- Trésor mérité (1916)
- Les relations de l’Iran et de la Russie (1921)
- Yeki boud yeki naboud (Il était une fois) (1921)
- Le Jardin prospère (1938)
- Les Conseils de Saadi (1938)
- L'Asile de fous (1941)
- L'Histoire des histoires  (1941)
- La biographie d’Amo Hosseinali (1942)
- Collection de Qoltashan (1946)
- Un groupe au désert (1947)
- Rah-Ab Nameh (1947)
- Un homme avec mille professions (1947)
- Massoumeh Chirazi [pièce de théâtre] (1954)
- Amer et sucré  (1955)
- Sar va Tah Yeh Karbas (1956)
- Chef-d’œuvre (1958)
- Voix d’une pipe (1958)
- Vieux et nouveau  (1959)
- Kashkoul de Djamali (1960)
- Il n’était nul sauf Dieu (1961)
- Les Sept pays  (1961)
- Terre et Homme (1961)
- Encyclopédie vulgaire  (1962)
- La Terre, le seigneur et le paysan (1962)
- Une petite boîte mystérieuse (1963)
- Le Coq et le Taureau [conte] (1964)
- Méthode d'écriture et de rédaction d'une histoire (1966)
- Chiraz et notre humour, des Iraniens (1966)
- Courtes histoires pour enfants barbus (1973)
- Ispahan (1973)
- Le Rossignol (1973)
- Qanbar Ali, un type généreux de Chiraz (1973)
- Ainsi se termine notre histoire  (1978)
- Démocratie familière (1984)
- Mieux connaître la pensée d'Hafiz (1988)

### Traductions
- Le Café du Surat de Bernardin de Saint-Pierre  (1921)
- Histoire de l'être humain  de Hendrik Wilhelm van Loon (1955)
- Guillaume Tell de Friedrich Schiller  (1956)
- Don Carlos de Friedrich Schiller (1956)
- Histoires sélectionnées de Molière  (1957)
- L'Avare de Molière  (1957)
- La Démocratie et le prestige humain (1959)
- En Folkerfiende de Henrik Ibsen  (1961)
- La Guerre des Turkmans  du comte de Gobineau  (1973)

## A lire davantage
- Mohammad Ali Jazayery, Révision: La prose littéraire moderne du Persan, Journal de la société orientale américaine, Vol. 90, No. 2, p. 257-265 (1970).
- Mohammad-Ali Jamalzadeh, Encyclopédie Britannica online.
- Histoire de l'Iran,  Révolution constitutionnelle 1906-1911, Iran Chamber Society.
- John Foran, La force et la faiblesse de l'alliance publique de l'Iran: Une analyse théorique de la Révolution constitutionnelle de 1905 à 1911, Théorie et Société, Vol. 20, No. 6, p. 795-823 (December 1991). JSTOR
- Nikki R. Keddie, avec une section par Yann Richard, l'Iran moderne - Racines et résultats de la Révolution, édition révisée (Yale University Press, New Haven, 2003).  (ISBN 0-300-09856-1)
- Ahmad Kasravi, Tarikh-e Mashruteh-ye Iran (تاریخ مشروطهٔ ایران) (Histoire de la révolution constitutionnelle iranienne), en Persan, 951 p. (Negāh Publications, Tehran, 2003),  (ISBN 964-351-138-3). Note: Ce livre est aussi disponible en deux volumes, publié par Publications Amir Kabir  en 1984. L’Édition Amir Kabir en  1961 est un volume, 934 pages.
- Ahmad Kasravi, Histoire de la révolution constitutionnelle iranienne: Tarikh-e Mashrute-ye Iran, Volume I, traduit en anglais par Evan Siegel, 347 p. (Mazda Publications, Costa Mesa, California, 2006).  (ISBN 1-56859-197-7)
- Mehdi Malekzadeh, Tārikh-e Enqelāb-e Mashrutyyat-e Iran (تاريخ انقلاب مشروطيت ايران) (Histoire de la révolution constitutionnelle iranienne), en 7 volumes, publié en 3 volumes, 1697 p. (Sokhan Publications, Tehran, 2004-1383 Calendrier iranien).  (ISBN 964-372-095-0)
- Mangol Bayat, La première révolution de l'Iran: Le Shiisme et la Révolution constitutionnelle de 1905 à 1909, Études de l’histoire du Moyen-Orient, 336 p. (Oxford University Press, 1991).  (ISBN 0-19-506822-X)
- Un jour à  Rostamabad  de Shemiran

## Sources
- Biographie